# Sant’Elia Fiumerapido
 Sant’Elia Fiumerapido ist eine italienische Gemeinde in der Provinz Frosinone in der Region Latium mit 5654 Einwohnern (Stand 31. Dezember 2023). Sie liegt 138 km südöstlich von Rom und 59 km südöstlich von Frosinone.

## Geographie
Sant’Elia Fiumerapido liegt im Norden der Ebene von Cassino oberhalb des Flusses Rapido. Höchster Punkt des Gemeindegebiets ist der Monte Bianco (1168 m) im Zentrum eines noch völlig unberührten Naturschutzgebiets.
Sant’Elia ist Mitglied der Comunità Montana Valle del Liri.
Die Ortsteile sind Portella, Olivella und Valleluce.
Die Nachbarorte sind Belmonte Castello, Cassino, Cervaro, Picinisco, San Biagio Saracinisco, Terelle, Vallerotonda und Villa Latina.

### Verkehr
Sant’Elia ist durch die Staatsstraße 509 di Forca d’Acero, von Cassino in die Abruzzen, an das Straßennetz angeschlossen. Über sie erreicht man auch in 12 km die Anschlussstelle Cassino der Autostrada A1.

## Geschichte
Zahlreiche archäologische Funde beweisen die Besiedlung des Ortes seit der Antike. Das frühmittelalterliche Dorf unbekannten Namens wurde 866 von den Sarazenen zerstört. 990 ließ Abt Mansone vom Kloster Montecassino Sant’Elia neu als befestigten Ort errichten. Es bekam seinen Namen von einer gleichnamigen Kapelle im Tal des Rapido. Sant’Elia blieb für die nächsten 800 Jahre im Besitz des Klosters. Seit dem 15. Jahrhundert war Sant’Elia ein wichtiges Zentrum der Papierherstellung, hauptsächlich für den Bedarf von Monte Cassino. Papier blieb das wichtigste Produkt der Gemeinde bis 1960 die letzte Papierfabrik schloss.
Während der Schlacht um Monte Cassino flohen die meisten Einwohner in die Berge. Sant’Elia wurde stark beschädigt und ca. 400 Tote blieben zurück. Die Zerstörung der Infrastruktur führte zu Abwanderung und Emigration.

## Bevölkerungsentwicklung
| Jahr      | 1861 | 1881 | 1901 | 1921 | 1936 | 1951 | 1971 | 1991 | 2001 |
| --------- | ---- | ---- | ---- | ---- | ---- | ---- | ---- | ---- | ---- |
| Einwohner | 4883 | 4694 | 4637 | 5316 | 5881 | 6481 | 4850 | 6152 | 6326 |

Quelle: ISTAT

## Politik
Mit der Wahl vom 26. Mai 2019 wurde Roberto Angelosanto (Lista Civica: Sant’Elia nel Cuore) neuer Bürgermeister.

## Sehenswürdigkeiten
- Die Kirche Santa Maria la Nova stammt aus dem 13. Jahrhundert und wurde im 17. und 18. Jahrhundert erweitert. 1908 wurde sie vom einheimischen Maler Enrico Risi ausgemalt.
- Die Kirche Santa Maria Maggiore wurde im 13. Jahrhundert von Benediktinern von Valleluce gegründet. Sie enthält Fresken des 14. und 15. Jahrhunderts.
- Im Ortsteil Valleluce ist ein größtenteils unterirdischer römischer Aquädukt zur Versorgung von Cassino erhalten.